# OpenBMC
OpenBMC是由Linux基金會支持與管理的開放原始碼計劃，其目標在於建立一個適合於管理基板管理控制器（Baseboard Management Controller）的軟體框架。
起源於2014年，OpenBMC已經成為一個適用於管理異質性伺服器系統的Linux發行版，被應用在高效能運算（high-performance computing），電信系統以及雲端資料中心之中。

## 歷史
在2014年，Facebook公司在內部駭客松活動中，創造了一個用於管理BMC的軟體架構雛形，命名為OpenBMC。2015年，IBM公司與Rackspace公司合作，開發了用於管理BMC的軟體架構，同樣命名為OpenBMC。Facebook公司與IBM公司各自創造的OpenBMC，雖然使用相同名字，其概念同樣是用於管理BMC，但是實際上是各自開發的兩套不同軟體。
2018年，在微軟，英特爾，IBM，Google與Facebook的共同支持下，Linux基金會通過了OpenBMC計劃，主要以IBM公司開發的OpenBMC為基底，結合了Facebook的軟體框架。這五間公司派出代表，組成技術指導委員會，用於推動OpenBMC的發展，IBM公司的Brad Bishop被選為技術指導委員會的主席。2019年4月，Arm控股公司加入委員會，成為第六名成員。

## 技術內容
OpenBMC使用Yocto計劃開發的工具作為軟體建構與產生的框架。使用D-Bus作為行程間通訊的界面。其中包含有网络应用程序，作為外部與軟體堆疊間的互動界面。OpenBMC加入支援Redfish來進行硬體管理。